# خانه سیمون
خانه سیمون (کلوپ) مربوط به دوره صفوی است و در اصفهان، محله جلفا، خیابان نظر، خیابان کلیسای وانک واقع شده و این اثر در تاریخ ۲۲ آبان ۱۳۸۶ با شمارهٔ ثبت ۲۰۰۱۴ به‌عنوان یکی از آثار ملی ایران به ثبت رسیده است.